# Lusitania Tatafu
Lusitania Tatafu, född 20 februari 1998, är en tongansk bågskytt. Hon deltog vid olympiska sommarspelen 2016.